# Вине (Војник)
Вине (словен. Vine) је насељено место у општини Војник, Савињска регија, Словенија.

## Историја
До територијалне реорганизације у Словенији била је у саставу старе општине Цеље.

## Становништво
У попису становништва из 2011. године, Вине је имала 64 становника.
| Број становника према пописима | Број становника према пописима | Број становника према пописима |
| ------------------------------ | ------------------------------ | ------------------------------ |
| 1991                           | 2002                           | 2011                           |
| 81                             | 76                             | 64                             |